# 陈左宁
陈左宁（1957年10月23日—），女，北京人，中国计算机工程技术专家，中国工程院院士，中国共产党第十七届、十八届中央委员会候补委员。现任中国工程院副院长，党组成员。

## 生平
陈左宁1974年从北京一零一中毕业。硕士就读于浙江大学计算机应用技术专业，毕业后曾担任国家并行计算机工程技术研究中心总工程师。2001年，当选为中国工程院院士。2002年，获得中国青年科学家奖。
2018年1月，当选第十三届全国政协委员。